# Kościół św. Józefa w Toruniu
Kościół św. Józefa w Toruniu – świątynia katolicka w jurysdykcji parafii św. Józefa i sanktuarium Matki Bożej Nieustającej Pomocy w Toruniu. 

## Historia
Znajduje się przy ul. św. Józefa 23/35. Został zbudowany w latach 1958–1963 według projektu Edmunda Płockiego i Stefana Modrzejewskiego. Konsekracji dokonano 14 czerwca 1964 roku.
Przy kościele znajduje się klasztor oo. redemptorystów.
W podziemiach kościoła znajduje się ruchoma szopka.